# Crime Does Not Pay
Crime Does Not Pay (littéralement : « Le crime ne paie pas ») est un magazine de bande dessinée américain (un « comic-book » de format magazine) créé par Bob Wood et Charles Biro et publié par Lev Gleason Publications. Il prend la suite de Silver Streak Comics (en) et de ce fait commence au numéro 22 en juillet 1942.

## Histoire éditoriale
Premier titre du genre « true crime », les histoires narrent les hauts faits de criminels et gangsters, plus ou moins célèbres, basés en partie sur des faits réels. Selon Gerard Jones, Crime Does Not Pay fut « le premier comics qui ne soit pas d’humour à rivaliser en termes de ventes avec les comics de super-héros, le premier comic à ouvrir le marché de la bande dessinée à un large public masculin, adolescents et jeunes adultes ». Les ventes, satisfaisantes au début, s'envolent après la guerre pour atteindre le million en 1948.
La mise en place du Comics Code Authority en septembre 1954 aura pour conséquence l'annulation du titre : afin de respecter les critères de publication, l'éditeur se censure, ce qui produit un magazine aseptisé qui ne résistera que quelques mois, jusqu’au numéro 147 de juillet 1955.
Une lettre de l'éditeur, signée par Charles Biro et diffusée à l’ensemble des auteurs, dessinateurs et rédacteurs, leur dicte les « restrictions » à apporter aux histoires « dans l’intention d’établir une forme nécessaire d’auto-censure ». Ces consignes concernent la représentation des protagonistes, de leurs actions et dialogues : les criminels ne doivent pas être décrits sous un jour favorable, contrairement aux policiers, juges et avocats ; les actes criminels ou immoraux doivent recevoir un juste châtiment ; les femmes ne doivent pas être sexy encore moins dénudées ; ce qui est appelé « propagande politique » est catégoriquement exclu.
Comme son titre l’indiquait déjà, dès le début l'éditeur revendiquait un but édifiant : un texte de Lev Gleason daté de 1942 explicite la position de l’éditeur et son refus de complaisance vis-à-vis du criminel ou d'héroïsation de ses actes.
Néanmoins, Crime Does Not Pay aura ouvert la brèche pour les « crime comics » : une trentaine de titres publiés entre 1948 et 1949, parmi lesquels : Headline Comics et Real Clue de Jack Kirby et Joe Simon pour Hillman Periodicals (1947), Official True Crime Cases de Marvel Comics (1947), Gang Busters chez DC Comics (1947), et Crimes by Women chez Fox (1948). En réponse à cette concurrence, Gleason et Biro lancèrent en 1948 Crime and Punishment.
Autre innovation : le narrateur apparaissant au numéro 24, dénommé Mr Crime et qui introduit et commente certaines histoires, est considéré comme le précurseur des « hôtes macabres » tels que le Gardien de la crypte de Tales from the Crypt de l'éditeur EC Comics.
Parmi les dessinateurs les plus récurrents, on retrouve le créateur, Charles Biro qui signe la totalité des couvertures, ainsi que Richard « Dick » Briefer, Rudy Palais, Dan Barry, George Tuska, Fred Guardineer, Alan Mandel, Jack Alderman, Alvin Hollingsworth, Ed Moore, Bob Moore, Walter Johnson.
Dans le numéro 31 de janvier 1944, l’histoire The Million Dollar Robbery, dessinée par Alvin Hollingsworth (25 février 1928-14 juillet 2000), est peut-être la première bande dessinée américaine réalisée par un Afro-Américain .

## Publications
Crime Does Not Pay Archives, volumes 1 à 10 (éd. Philip Simon), Dark Horse Comics, 2012-2015
- vol. 1. [no 22-25], mar. 2012
- vol. 2. [no 26-29], jul. 2012
- vol. 3. [no 30-33], nov. 2012
- vol. 4. [no 34-37], mar. 2013
- vol. 5. [no 38-41], sep. 2013
- vol. 6. [no 42-45], dec. 2013
- vol. 7. [no 46-49], apr. 2014
- vol. 8. [no 50-53], oct. 2014
- vol. 9. [no 54-57], apr. 2015
- vol. 10. [no 58-61], oct. 2015